# 似星燭光魚
似星燭光鱼（学名：Polyipnus asteroides）为輻鰭魚綱巨口魚目褶胸鱼科的其中一種。分布於中西大西洋區，包括加勒比海及墨西哥灣海域，棲息深度366-732公尺，體長可達8.1公分，為深海魚類，會進行垂直性洄游。

## 外部連結
- 似星燭光鱼的圖片（页面存档备份，存于）